# Jupoata rufipennis
Jupoata rufipennis  (лат.) — вид жуков-усачей из подсемейства собственно усачей. Распространён в Аргентине, Боливии, Бразилии, Венесуэле, Гайане, Мексике, Панаме, Перу, Суринаме, Уругвае, Французской Гвиане, Эквадоре и на Тринидаде и Тобаго. Длина тела около 33 мм.